# 2MASS J13373116+4938367
2MASS J13373116+4938367 ist ein L-Zwerg im Sternbild Großer Wagen. Er wurde 2007 von Kelle L. Cruz et al. entdeckt. Er gehört der Spektralklasse L0 an.